# Cercinium
Cercinium ou Kerkiníon, en grec ancien : Κερκινείον ou (Κερκινέον), est une ville de la Magnésie antique, en Thessalie, près du lac Boebeis.
Son emplacement se trouve dans le village moderne d'Áno Amygdáli.